# Церковь Христа (Занзибар)
Церковь Христа (англ. Christ Church) — англиканский собор в Каменном городе на Занзибаре, Танзания. Принадлежит Англиканской церкви Танзании. Знаковая историческая церковь, а также один из самых ярких примеров раннехристианской архитектуры в Восточной Африке.

## История
Построена за семь лет, первый камень в фундамент был заложен на Рождество 1873 года и открыт на Рождество 1879 года при активном участии в проектировании Эдварда Стира, третьего англиканского епископа Занзибара. Как и большинство зданий в Каменном городе, построено в основном из кораллового камня. Имеет уникальную бетонную крышу в форме необычного цилиндрического свода, а общая структура сочетает в себе перпендикулярные готические и исламские детали. Церковь была освящена в 1903 году и названа в честь Кентерберийского собора.
Церковь расположена на Мкуназини-роуд, в центре старого города, и занимает территорию, где раньше находился самый большой невольничий рынок Занзибара. Строительство церкви на этом месте символизировало конец эпохи рабства. По слухам, алтарь находится именно на том месте, где раньше находился главный «пост для порки» рабов. На площади находится памятник рабам (несколько человеческих фигур в цепях, выходящих из ямы), а также музей рабства.
Эдвард Стир умер от сердечного приступа, когда строительство церкви было почти завершено, похоронен за алтарем. Внутри церкви находится крест, сделанный из древесины, растущей на месте захоронения сердца Давида Ливингстона в Читамбо.
Как и многие другие исторические здания из кораллового камня в Каменном городе, церковь находится в неудовлетворительном состоянии и нуждается в реставрации.